# Reutenbourg
Reutenbourg är en kommun i departementet Bas-Rhin i regionen Grand Est (tidigare regionen Alsace) i nordöstra Frankrike. Kommunen ligger i kantonen Marmoutier som tillhör arrondissementet Saverne. År 2022 hade Reutenbourg 391 invånare.

## Befolkningsutveckling
Antalet invånare i kommunen Reutenbourg
| Referens: INSEE |